# پارک ملی اولورا کاتا جوتا
پارک ملی اولورا کاتا جوتا در ۱۴۳۱ کیلومتری جنوب داروین و ۴۴۰ کیلومتری جنوب غرب آلیس اسپرینگز در مرکز استرالیا واقع شده‌است.این منطقه جایگاه مردم بومی استرالیا به شمار می‌آید.این مکان در سال ۱۹۸۷ در فهرست میراث جهانی یونسکو به ثبت رسید.

## نگارخانه

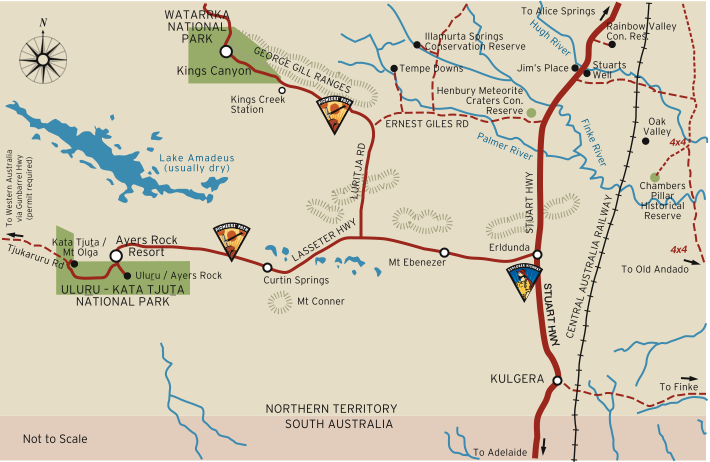
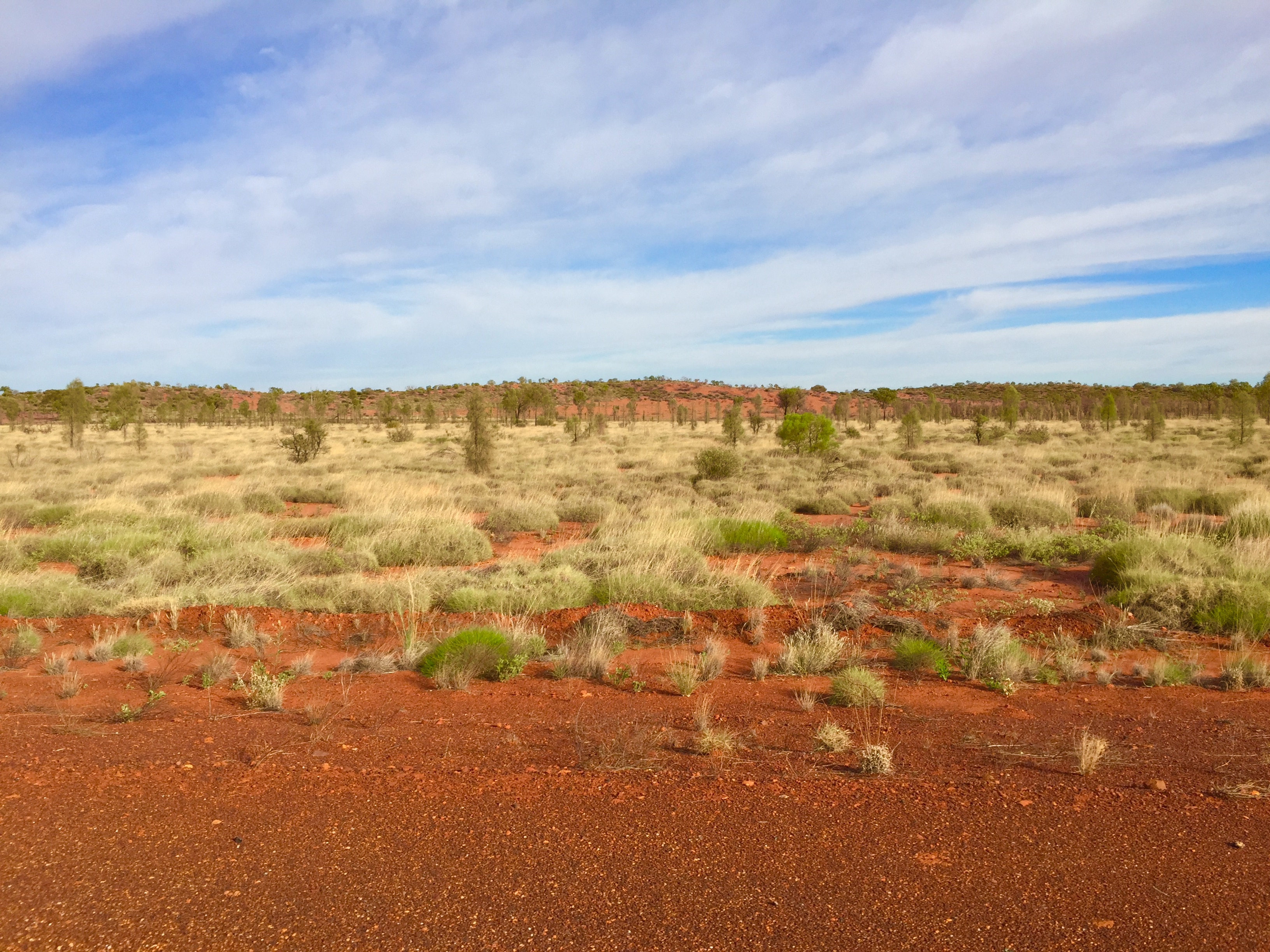
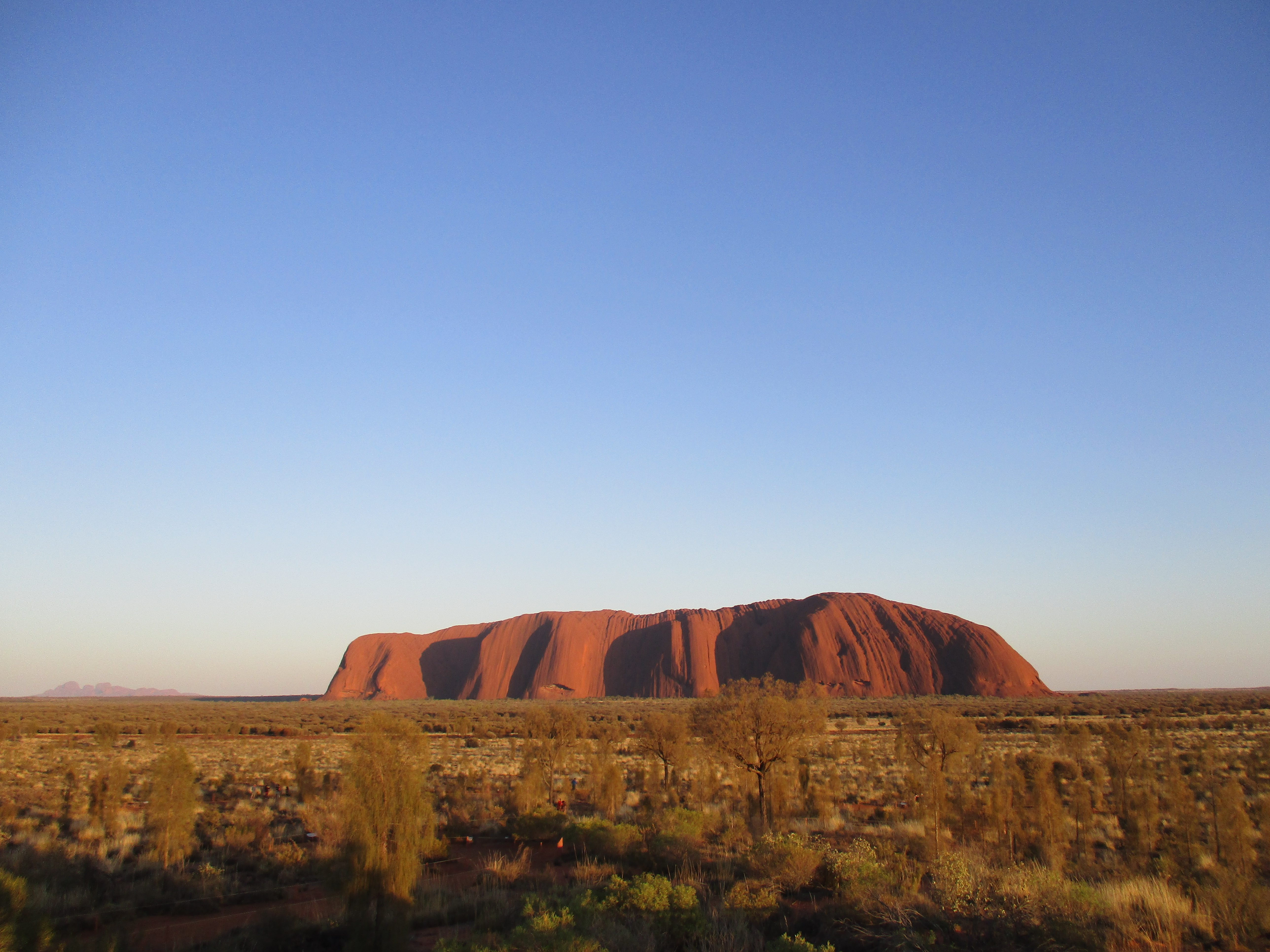
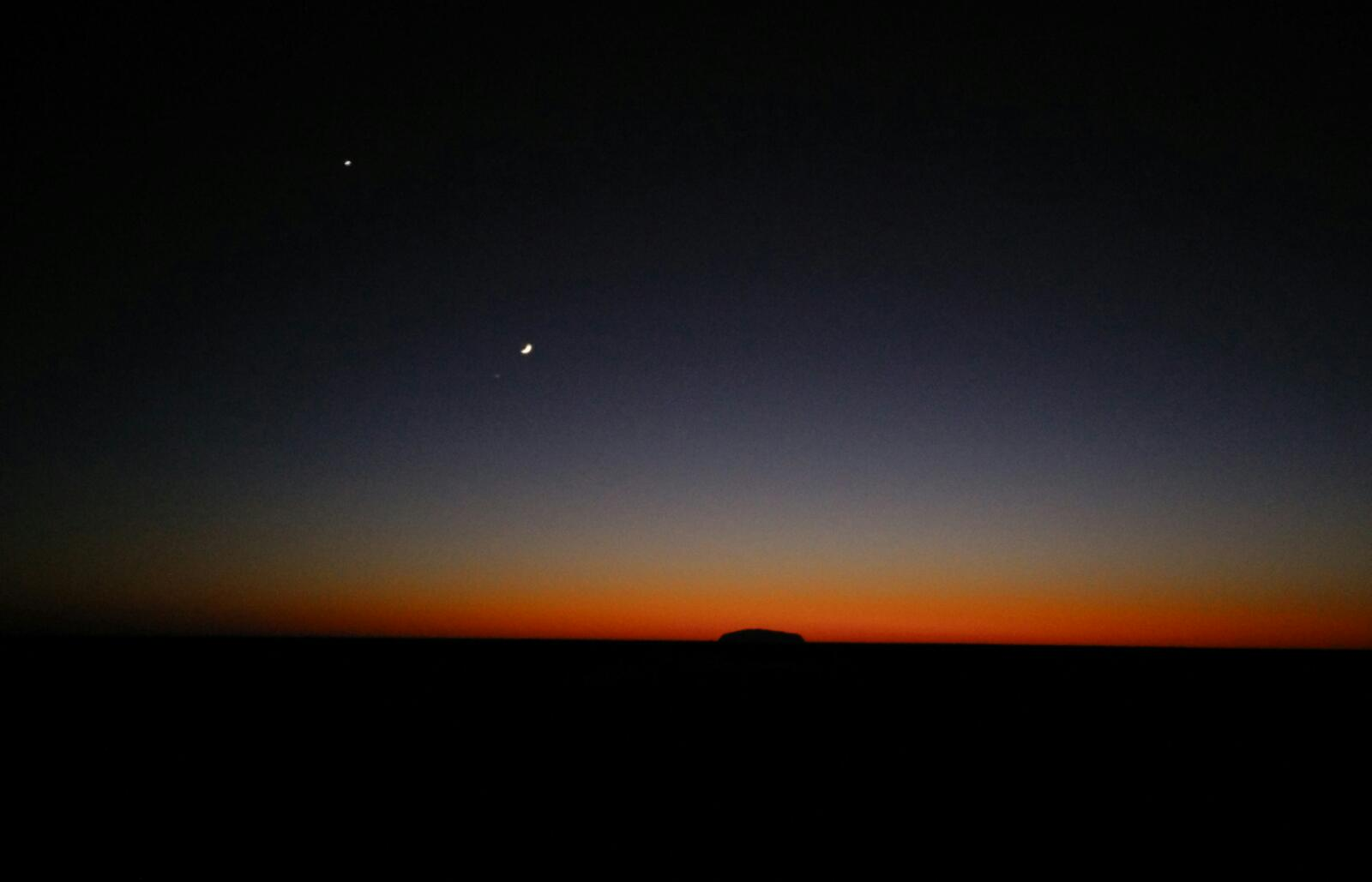
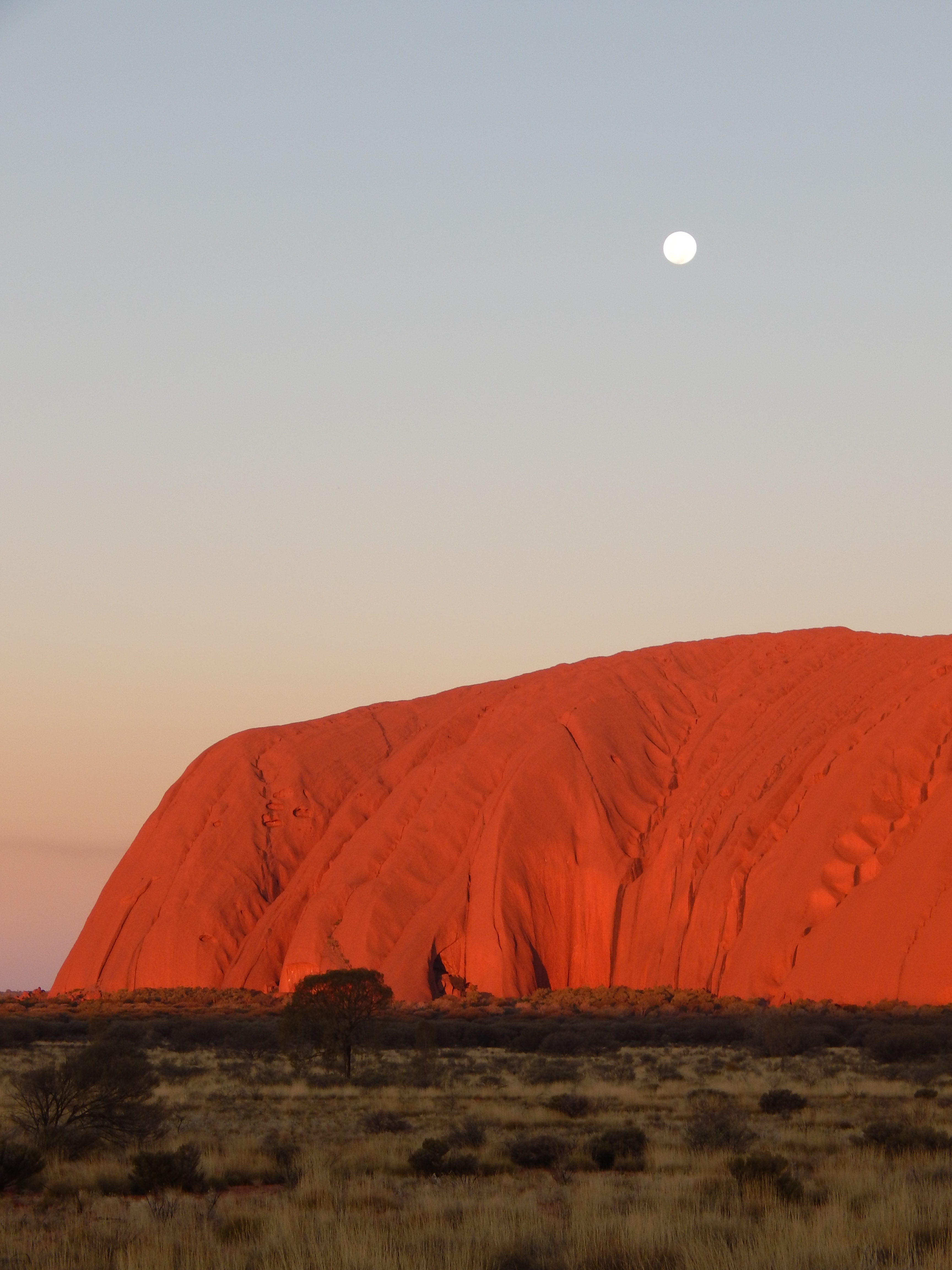
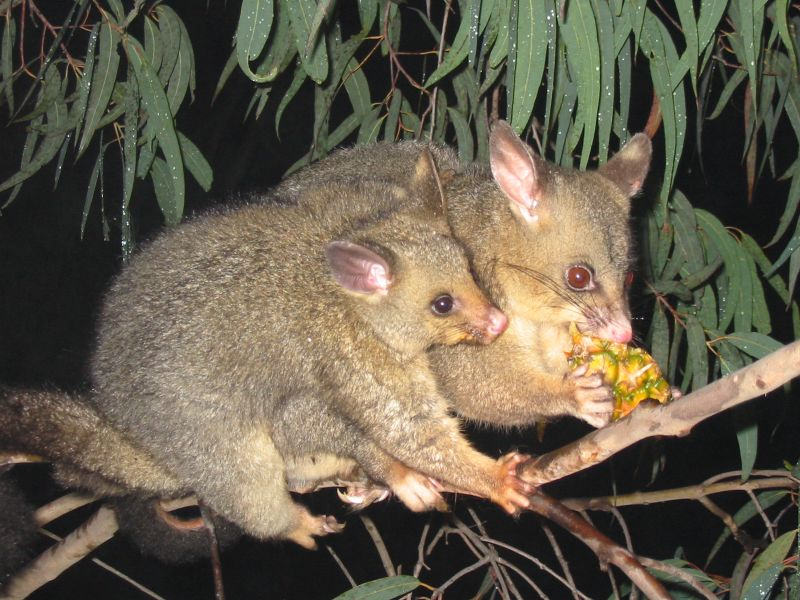
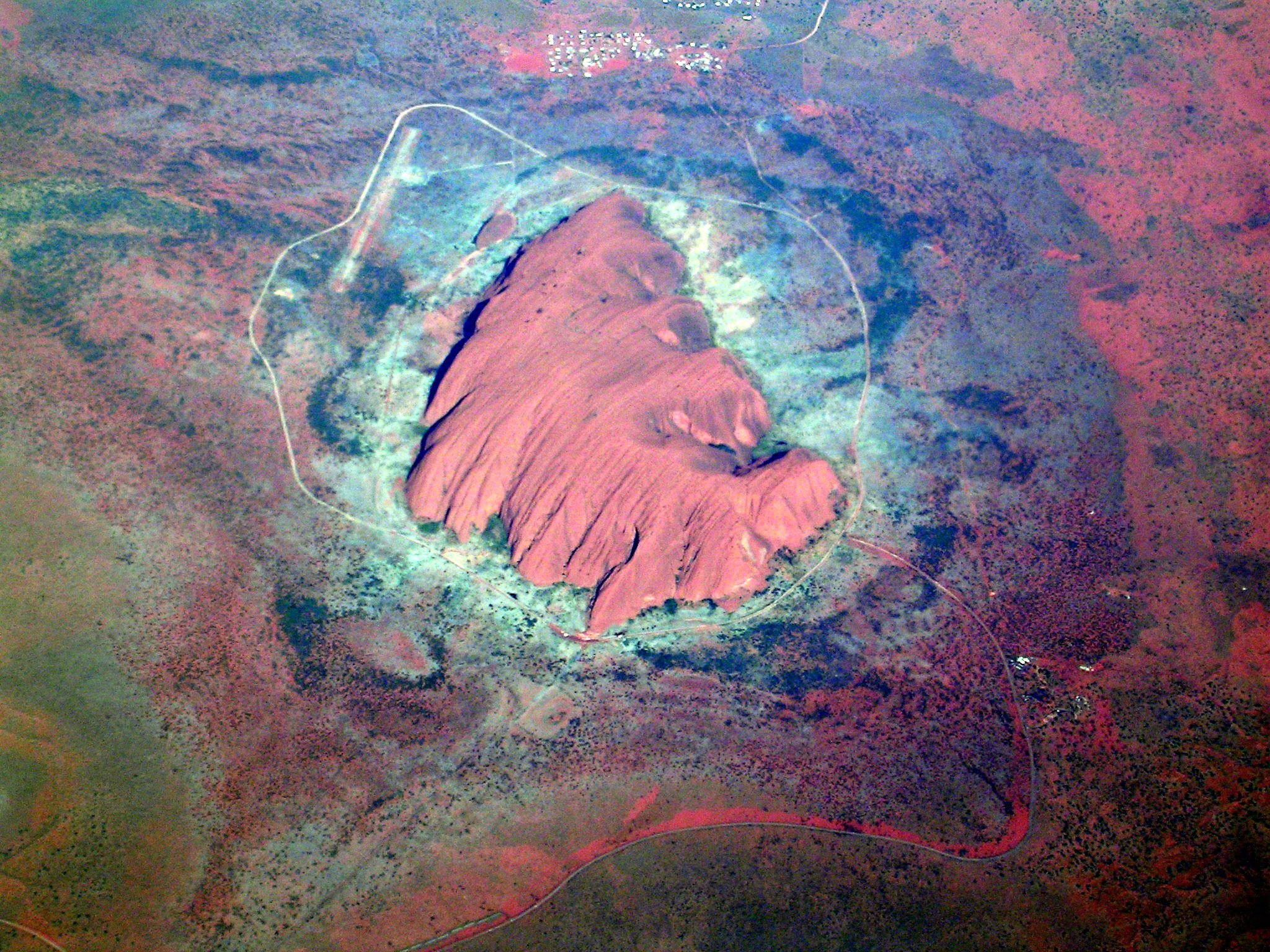
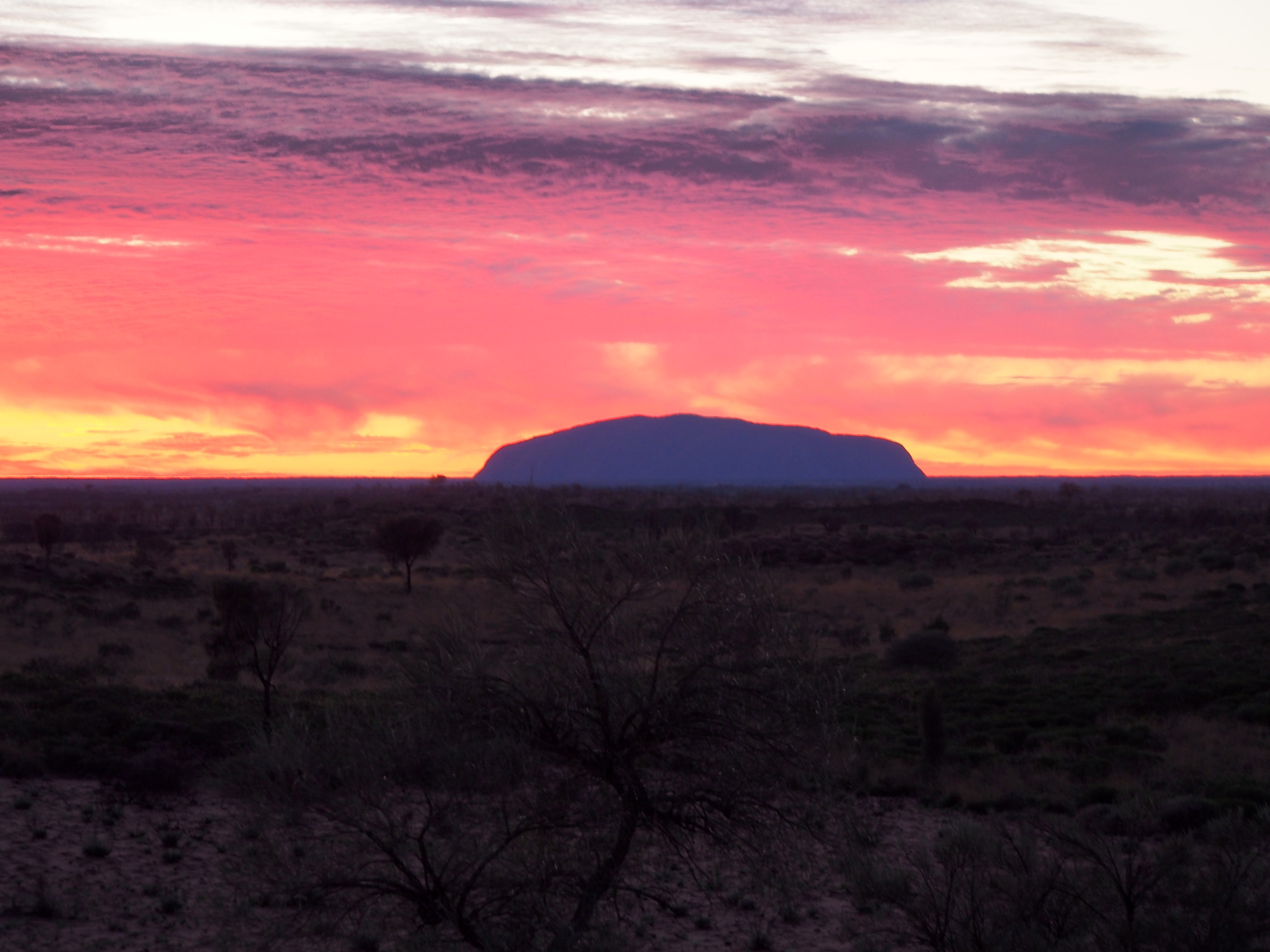
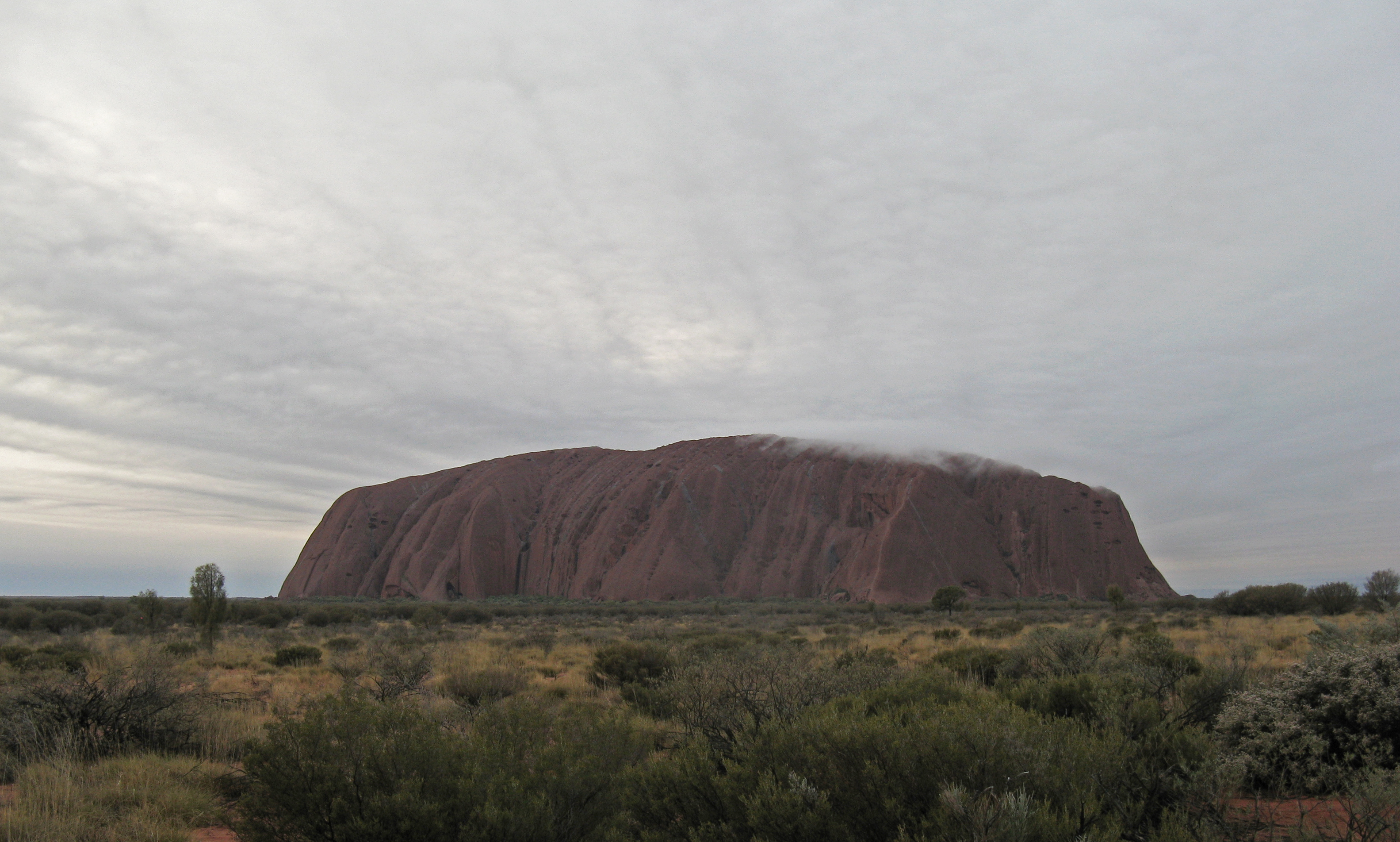
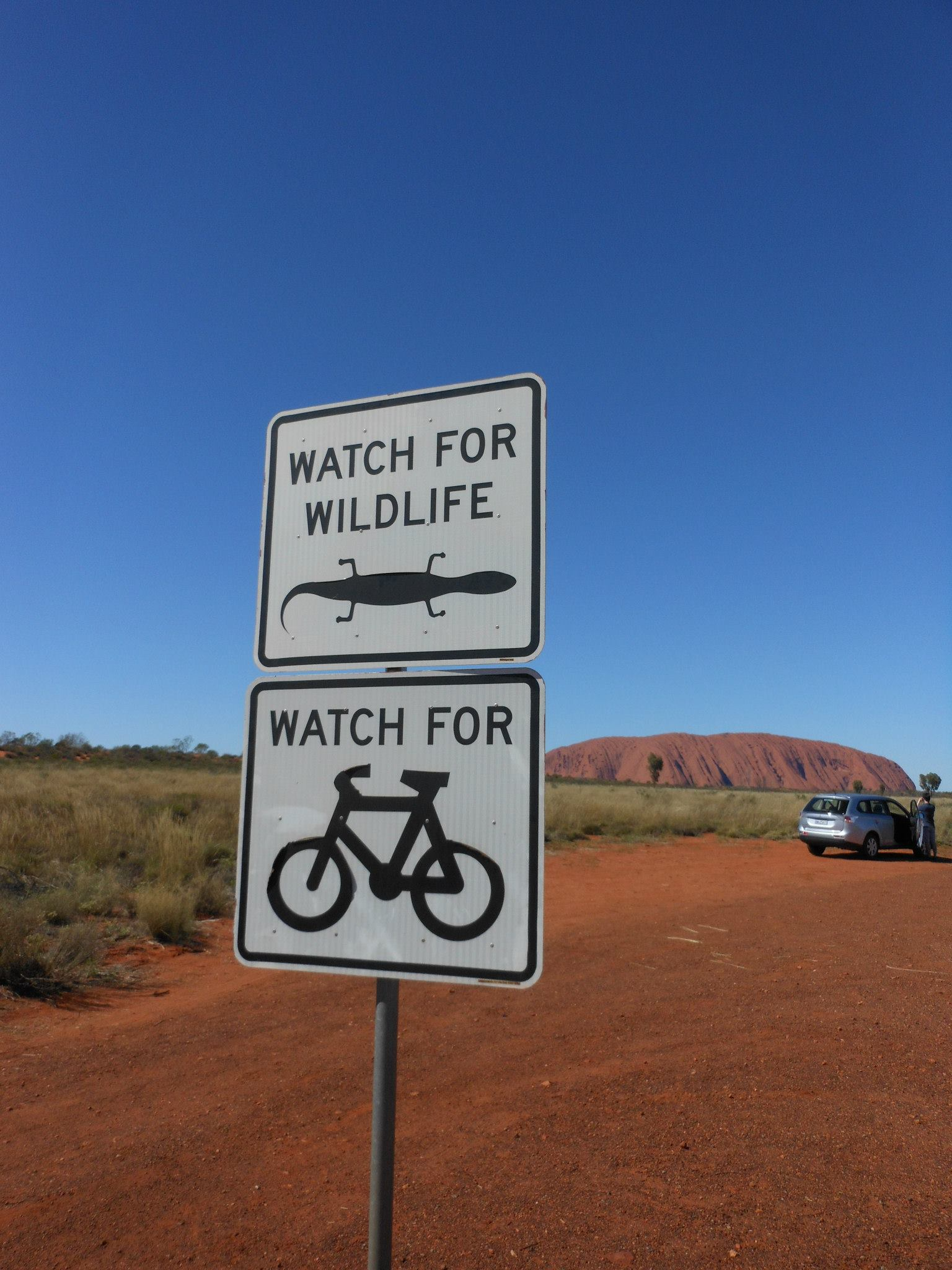
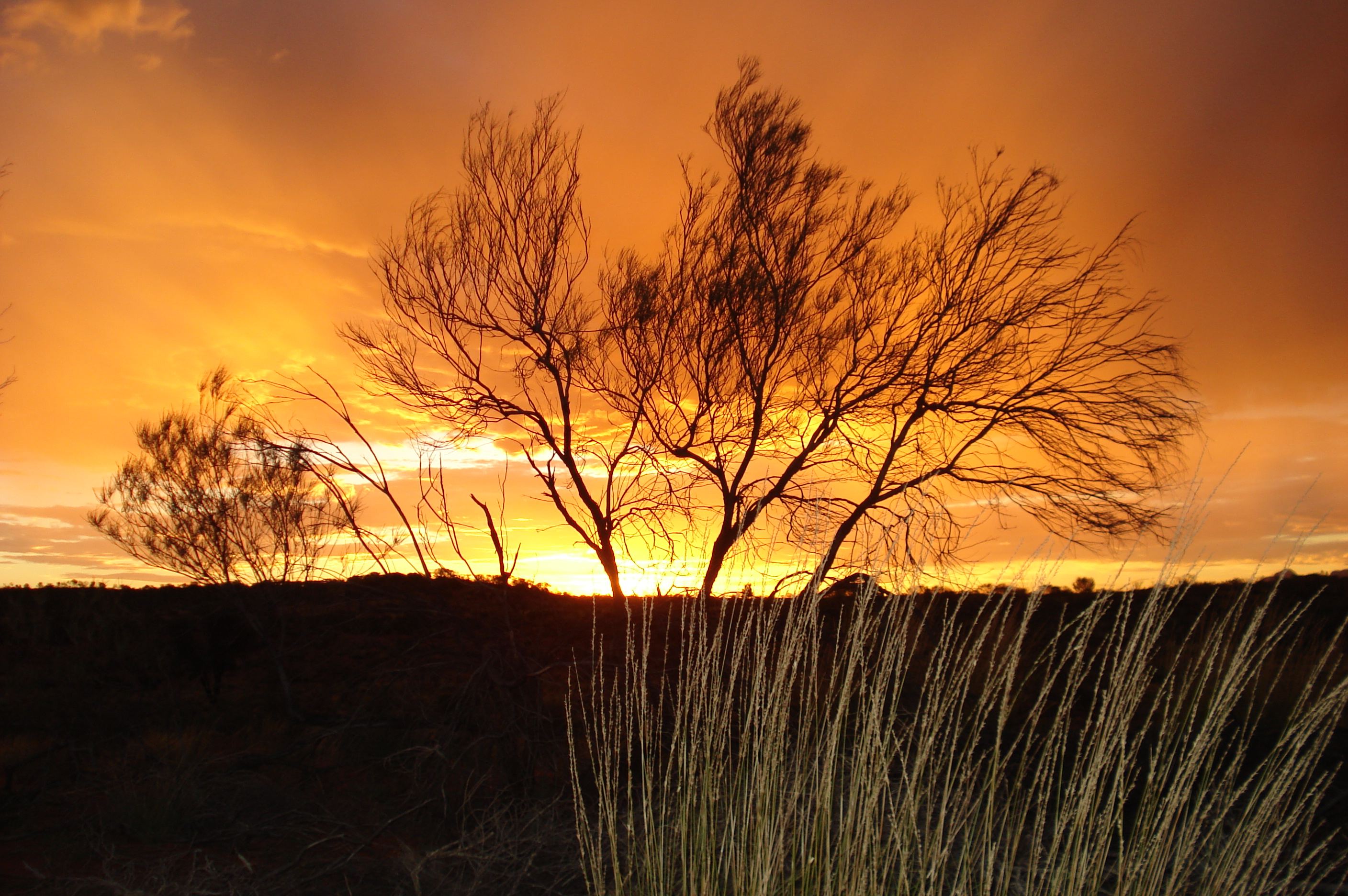